# Kathleen Clifford
Kathleen Clifford (Charlottesville, 16 febbraio 1887 – Los Angeles, 28 dicembre 1962) è stata un'attrice statunitense.

## Filmografia parziale
- Who Is Number One?, regia di William Bertram (1917)
- The Law That Divides, regia di Howard M. Mitchell (1918)
- Douglas superstizioso (When the Clouds Roll By), regia di Victor Fleming (1919)
- Cold Steel, regia di Sherwood MacDonald (1921)
- Kick In, regia di George Fitzmaurice (1922)
- Riccardo Cuor di Leone (Richard the Lion-Hearted), regia di Chester Withey (1923)
- No More Women, regia di Lloyd Ingraham (1924)
- The Love Gamble, regia di Edward LeSaint (1925)
- Sporting Life, regia di Maurice Tourneur (1925)
- Excess Baggage, regia di James Cruze (1928)